# František Maxera
František Maxera (též Franz Maxera; 3. prosince 1943, Jiřice u Moravských Budějovic – 3. května 2025, Alberndorf im Pulkautal / Dolní Rakousko) byl český, moravský a rakouský výtvarný keramik, disident a signatář Charty 77, žijící od roku 1978 v exilu v Rakousku.

## Život
Narodil se v Jiřicích na Jižní Moravě v rodině drážního zřízence Františka Maxery (* 7. října 1910, Jiřice) a Marie, roz. Melkusové (* 11. srpna 1921, Jaroměřice nad Rokytnou). Během kolektivizace byla jeho širší rodina připravena o majetek, jeden ze strýců z otcovy strany byl popraven, druhý vězněn. Maxera nejprve v roce 1961 maturoval na gymnáziu ve Znojmě, z kádrových důvodů nemohl pokračovat na vysoké škole, ale v roce 1964 absolvoval ještě Střední uměleckoprůmyslovou školu v Brně. V letech 1964–1966 prodělal základní vojenskou službu na Šumavě a v Košicích.
Od 2. poloviny 60. let působil v keramické dílně Ústředí uměleckých řemesel Praha v Kunštátě, kde jako keramik realizoval řadu veřejných zakázek a věnoval se i volné tvorbě. V roce 1966 poprvé samostatně vystavoval v Uměleckoprůmyslovém muzeu v Brně.
Od r. 1962 se na popud Milana Všetičky stal členem a pak i činovníkem výboru spolku Mladí přátelé výtvarného umění (MPVU) při Domu umění města Brna, iniciovaného teoretikem Igorem Zhořem. Zde spolupracoval a přátelil se např. s Petrem Haimannem, Dušanem Klimešem, Otou Máčelem, Zdeňkem Lindovským, Jiřím Valochem, aj.). V roce 1969 se svými pracemi zúčastnil spolkem MPVU pořádané šestidenní přehlídky mladých umělců MAX v Domě umění města Brna. Od konce 60. let se pohyboval v okruhu umělců kolem Křížovnické školy čistého humoru bez vtipu v Praze. Zde např. uspořádal v hospodě U Šulců (přezdívané U Lojzy) tzv. Vernisáž piva, na níž kapela Plastic People of the Universe zahrála lidové písně z dob americké prohibice a byly několikrát naplněny pivem jeho keramické džbány a vypity. Na začátku 70. let se účastnil některých konceptuálních akcí Jiřího Valocha a spolupracoval s ním a Ninou Dvořákovou na přípravě dvou kolektivních výstav KERAMAX. V roce 1972 proběhla v Kunštátu performance pod názvem Zajíždění bílého pásu (s Janem Steklíkem).
Na počátku 70. let byl zatčen v souvislosti s letákovou akcí rodiny Šabatových, poté přesídlil do rodných Jiřic, kde provozoval vlastní dílnu. Pohyboval se v brněnských a pražských intelektuálních a uměleckých kruzích i v undergroundu, např. v roce 1971 pomáhal s organizací koncertů skupiny Plastic People of the Universe na Moravě (Letovice, Zbraslavec). Roku 1975 byl odsouzen za pobuřování a držen ve věznici v Plzni-Borech, jeho případ však vyvolal mezinárodní ohlas, takže byl tentýž rok prezidentem Gustávem Husákem amnestován. Jako jeden z prvních signatářů Charty 77 se stal terčem policejní a úřední šikany. V roce 1978 byl v rámci akce StB Asanace vyhnán do Rakouska, kde začal v obci Alberndorf im Pulkautal poblíž hranic s ČR provozovat keramickou dílnu a natrvalo se usadil s manželkou Markétou, roz. Kotvovou (* 1972) a dcerou Agathou, která studuje umění ve Vídni.
Maxerovy práce jsou součástí stálé expozice Moravské galerie v Brně Art is here: Nové umění. Této instituci rovněž věnoval svůj dobový archiv a měl zde ještě krátce před smrtí 12. března 2025 přednášku.
Zemřel v Alberndorfu 3. května 2025 po dlouhotrvající nemoci.

## Výstavy

### Autorské výstavy (výběr)
- 1970 František Maxera-Max: Keramika z let 1969–1970, Galerie mladých, Brno

### Kolektivní výstavy (výběr)
- 1970 PERSPEKTIVA 1, Galerie mladých, Brno
- 1971 Keramax, Dům pánů z Kunštátu, Brno
- 1971 Keramax, Okresní vlastivědné muzeum, Blansko
- 2021 Mladí přátelé výtvarného umění (1960-1995), Dům pánů z Kunštátu, Brno

## Veřejné realizace (výběr)
- Reliéf a fontána pro nákupní středisko ve Sloupě (nezachováno) [13]
- Pec na Labské boudě

## Zastoupení ve sbírkách
- Moravská galerie Brno